# De Leunen
De Leunen è uno stadio di calcio della città di Geel, nella Provincia di Anversa, in Belgio. Ospita le partite casalinghe di una squadra di calcio locale, il Geel-Meerhout.
Lo stadio può contenere 10.022 spettatori, ed è il 22º per capacità in Belgio. Ha ospitato le partite casalinghe del Verbroedering Geel finché la società non è stata posta in liquidazione nel 2008. Successivamente, la vicina squadra del Verbroedering Meerhout ha lasciato il Kattenstadion di Meerhout per giocare al De Leunen; la società ha poi cambiato nome in Geel-Meerhout.